# Andersonia micrantha
Andersonia micrantha är en ljungväxtart som beskrevs av Robert Brown. Andersonia micrantha ingår i släktet Andersonia och familjen ljungväxter. Inga underarter finns listade i Catalogue of Life.